# Sisyrinchium unguiculatum
Sisyrinchium unguiculatum är en irisväxtart som beskrevs av August Heinrich Rudolf Grisebach. Sisyrinchium unguiculatum ingår i släktet gräsliljor, och familjen irisväxter. Inga underarter finns listade i Catalogue of Life.